# Чемпионат Бразилии по хоккею
Чемпионат Бразилии по хоккею — национальное соревнование среди мужчин по хоккею с шайбой в Бразилии. Турнир организуется Федерацией хоккея с шайбой штата Сан-Паулу (FPHG) и проходит весной в течение нескольких дней. В нём участвуют несколько любительских клубов.
Впервые турнир прошёл в 2008 году в торговом центре «Shopping Eldorado» в Сан-Паулу. В соревновании участвовали 7 команд из: Сан-Паулу, Кампинаса, штата Минас-Жерайс и штата Мату-Гросу-ду-Сул.. В некоторые годы вместо бразильского чемпионата устраивались розыгрыши чемпионата штата Сан-Паулу (Campeonato Paulista), в котором участвуют также команды из других регионов. До 2011 года побеждала только хоккейная команда мультиспортивного клуба «Конное Общество Кампинаса» (порт. Sociedade Hípica de Campinas).

## Чемпионы
- 2008 «Конное Общество» Кампинас
- 2009[П] «Конное Общество» Кампинас
- 2009 «Конное Общество» Кампинас
- 2011[П] «Конное Общество» Кампинас

П  — Campeonato Paulista